# Fradelos (Vila Nova de Famalicão)
Fradelos ist eine Gemeinde im Norden Portugals.
Fradelos gehört zum Kreis Vila Nova de Famalicão im Distrikt Braga, besitzt eine Fläche von 16,8 km² und hat 3895 Einwohner (Stand 19. April 2021).